# سيباستيان شتراسر
سيباستيان شتراسر (بالألمانية: Sebastian Strasser)‏ (و. 1967  م) هو مخرج، ومخرج أفلام ألماني، ولد في سيبيو.

## وصلات خارجية
- سيباستيان ستراسير على موقع IMDb (الإنجليزية)
- سيباستيان ستراسير على موقع كينوبويسك (الروسية)

- سيباستيان شتراسر في قاعدة بيانات الأفلام على الإنترنت